# 어쌔신 크리드 III
《어쌔신 크리드 III》(Assassin's Creed III)는 어쌔신크리드 2의 후속작이며 유비소프트 몬트리올이 개발하고 유비소프트가 발행하는 액션 어드벤처 게임으로, 2012년 10월 30일 플레이스테이션 3와 엑스박스 360으로, 2012년 11월 23일 PC로 발매됐다.

## 개요
플레이어는 데스몬드 마일즈의 선조 암살자인 코너 켄웨이(Connor Kenway)와 그의 아버지 하이담 켄웨이(Haytham Kenway)를 플레이하게 된다.
코너 켄웨이는 18세기 후반 미국독립전쟁 시대의 영국인 아버지 하이담 켄웨이 와 모호크족 어머니 지오 사이의 혼혈로서 모호크 부족의 일원이다. 본명은 라둔하게둔 이였으나 템플 기사단이 속해있는 영국군에 의해 그의 부족이 습격되고 어머니의 죽음으로써 영국에 반감을 가지게 되고 커서는 스승 아킬레스 대번포트를 만나 코너라는 이름을 받게되고 자신이 암살자의 후손임을 알게되어 성전 기사단이 속해있는 영국군과 암살자가 속해있는 미국군의 대립의 배경인 미국독립전쟁에 합류하게 된다.

## 게임 방식
어쌔신크리드 3는 18세기 후반의 미국 뉴욕, 보스턴, 국경, 대서양을 배경으로 어쌔신 크리드 2와 마찬가지로 오픈월드 방식을 채용하여 플레이어가 시스템상의 별다른 제지를 받지 않고 자유롭게 이동할 수 있으며(그러나 일정 부분을 클리어하지 않으면 가지 못하는 곳도 있다), 게임에서 주어지는 임무는 대부분 전작과 마찬가지로 각종 지형지물과 군중등을 이용하여 최대한 들키지 않게 요인을 암살하는 것이다.
어쌔신크리드 3에서는 어쌔신크리드 2와 같이 총, 독극물, 연막탄이외에도 토마호크가 추가되었으며 연쇄공격과 반격이 전작에 비해 더욱 자연스러워졌다.
적이 총을쏠때 다른적을 방패로삼아 무력화시킬수도 있다.

## 게임요소
게임에서의 뉴욕, 보스턴거리에서는 개, 돼지, 닭등 동물이 추가되었고, 말을 탈수있게 되었다.(어쌔신크리드 2: 리벨레이션 에서는 말타기가 사라졌었다) 국경에는 울창한 숲이있고 토끼, 다람쥐, 사슴, 양, 소, 곰 등을 볼 수 있으며 사냥도 가능하다. 사냥을 함으로써 고기와 가죽을 얻어 상점에 팔 수 있다. 자물쇠 따기도 추가되었다.

### 해상전
어쌔신크리드 3 에서는 전작과 다르게 지상이 아닌 대서양이 배경인 해상전이 추가되었다. 자신의 함대를 지휘하여 전투를 직접 체험해볼 수 있으며 플레이어가 직접 배를 운항하는 것도 가능하다. 배의속도와 포탄, 돛을 조절 가능하다.

### 무역
어쌔신크리드 3 에서는 무역이 추가되었으며 다른 상인들과 무역도 가능하다. 아이템 제조와 무역으로 인해 돈을 벌수있다.

## DLC
워싱턴 왕의 독재(The Tyranny of King Washington)
총 3부작으로 구성된 이번 DLC 팩의 첫 번째 에피소드인 The Infamy는 1783년 혁명이 끝난 미국을 배경으로 진행된다. 주인공 코너 켄웨이는 조지 워싱턴의 독재에 맞서 미국 대륙에 자유를 되찾기 위한 여정에 나선다. The Infamy를 시작으로 발매되는 '워싱턴 왕의 독재'를 통해 미국 역사의 현장을 느낄 수 있다. 이번 DLC에서는 동물의 힘이 추가되었으며, 플레이어는 각각의 에피소드에 따라 늑대의 힘, 독수리의 힘, 곰의 힘을 사용할 수 있게 된다.
2013년 2월 19일 플레이스테이션 3와 엑스박스 360으로, 2013년 2월 20일 PC로 발매됐다.

## 후속편
어쌔신크리드 3 : 리버레이션
어쌔신크리드 3와는 외전으로 오리지널 스토리와 어쌔신크리드 시리즈 최초로 여성 주인공이 등장한다. 1765년 미국 루이지애나주 뉴올리언스 도시를 배경으로 주인공 아블린은 암살자로서 성전 기사단 와의대립에 맞서는 주인공으로 등장하게 된다. 어쌔신크리드 3와는 다르게 PS Vita 버전으로만 출시되었으며 동시 발매되었다.
어쌔신크리드 3 : 리버레이션HD
PS Vita 버전으로만 출시되었던 것을, PC/XBOX360/PS3 등으로 재발매하였다.

## 기타
조지 워싱턴, 찰스 리, 벤자민 프랭클린 등의 역사적 실존인물들이 게임에 등장하며 보스턴 차 사건과 같은 실제사건들이 게임에 등장한다.

## 논란
게임내 스토리가 미국독립전쟁이므로 과거에 미국인이 영국인을 살해한것을 보여주는 게임이기 때문에 영국에서는 판매가 금지되었다.

## 평가
| 평가 |                                                      |
| --- | ---------------------------------------------------- |
| 통합 점수 통합사 점수 게임랭킹스 (PS3) 85.56% [ 1 ] (X360) 84.92% [ 2 ] (WIIU) 83.00% [ 3 ] (PC) 80.75% [ 4 ] 메타크리틱 (PS3) 85/100 [ 5 ] (WIIU) 85/100 [ 6 ] (X360) 84/100 [ 7 ] (PC) 80/100 [ 8 ] 평론 점수 평론사 점수 에지 8/10 [ 9 ] 유로게이머 9/10 [ 10 ] G4 5/5 [ 11 ] 게임 인포머 9.5/10 [ 12 ] 게임스팟 8.5/10 [ 13 ] 게임스레이더+ [ 14 ] 게임트레일러스 9.2/10 [ 15 ] IGN 8.5/10 [ 16 ] Joystiq [ 17 ] OPM (UK) 7/10 [ 18 ] OXM (US) 8.5/10 [ 19 ] |                                                      |
| 통합 점수 |                                                      |
| 통합사 | 점수                                                 |
| 게임랭킹스 | (PS3) 85.56% (X360) 84.92% (WIIU) 83.00% (PC) 80.75% |
| 메타크리틱 | (PS3) 85/100 (WIIU) 85/100 (X360) 84/100 (PC) 80/100 |
| 평론 점수 |                                                      |
| 평론사 | 점수                                                 |
| 에지 | 8/10                                                 |
| 유로게이머 | 9/10                                                 |
| G4 | 5/5                                                  |
| 게임 인포머 | 9.5/10                                               |
| 게임스팟 | 8.5/10                                               |
| 게임스레이더+ | [ 14 ]                                               |
| 게임트레일러스 | 9.2/10                                               |
| IGN | 8.5/10                                               |
| Joystiq | [ 17 ]                                               |
| OPM (UK) | 7/10                                                 |
| OXM (US) | 8.5/10                                               |